# 林肯縣 (堪薩斯州)
林肯縣（英語：Lincoln County，簡稱LC）是美國堪薩斯州中部的一個縣。面積1,865平方公里。根據美國2020年人口普查，共有人口3,578。縣治林肯申特（Lincoln Center）。
成立於1867年2月26日，縣名紀念第十六任總統亞伯拉罕·林肯。